# Anthopterus wardii
Anthopterus wardii är en ljungväxtart som beskrevs av John Ball. Anthopterus wardii ingår i släktet Anthopterus och familjen ljungväxter. Inga underarter finns listade i Catalogue of Life.